# Lisa Alther
Lisa Alther (23. juli 1944 i Kingsport, Tennessee) er en amerikansk forfatter.
Alther blev uddannet på Wellesley College og arbejdede derefter som en bogredaktør i New York.

## Biografi
Hun tog en BA i engelsk litteratur fra Wellesley College i 1966. Efter at have deltaget i The Publishing procdures Course på Radcliffe College og havde arbejdet for Antheneum Publishers i New York, flyttede hun til Hinesburg, Vermont, hvor hun stadig bor og har opfostret sin datter. Hun har undervist i Southern Fiction på St. Michael's College i Winooski, Vermont. Hun har desuden boet i London og Paris, men deler i øjeblikket hendes tid mellem Vermont og New York City.
Hun har lavet læse-rejser gennem Nordamerika, Østeuropa, Australien, New Zealand, Indonesien og Kina. Hendes bøger har været en del af undervisningen på universiteter i USA i English literature, Southern literature, Appalachian literature, women's studies, gay and lesbian studies, sociology og psychology.
Alther skrev fiktion uden succes i mange år og har modtaget omkring 250 afvisninger uden at blive publiceret, men hun nægtede stædigt at opgive. Arvesynder blev hendes hævn. Hun skrev bogen i et hus i Montreal, hvor hun skrev i op til 18 timer om dagen. Den enorme succes, som fulgte med, etablerede Alther på den litterære scene og hendes efterfølgende romaner konsoliderede dette.
Et af Lisa Althers mål er at portrættere menneskets virkelighed bag kulturelle stereotyper, specielt dem som omhandler kvinder. Hun gør ofte dette på en humoristisk måde, hvilket gør, at anmeldere i både New York Times og The Nation har skrevet, at hun besidder et komisk geni. Selv om hendes romaner ikke er selvbiografiske trækker hun på steder, perioder og situationer, som hun selv har oplevet i sit eget liv.

### Romaner
- Kinflicks (1976), på dansk: Levende Billeder (1982), En kvindes personlige udvikling gennem pubertet, studietid og ægteskab, efter hvis opløsning hun skal lære at leve sit liv på egne vilkår
- Original Sins (1981), på dansk: Arvesynder (1982), Gennem skildringen af fem unge menneskers opvækst i en amerikansk sydstatsby giver bogen en skildring af USA fra 1950'erne til 1970'erne
- Other Women (1984), på dansk: Andre kvinder (1986), Om to kvinder, en sygeplejerske, der går i terapi, og hendes psykoterapeut, og deres fælles forsøg på at nå frem til en større indsigt og accept af deres liv.
- Bedrock (1990), på dansk: På fast grund (1990), En kvindelig fotograf, der er træt af sin New York-tilværelse, bosætter sig i en lille landsby i Vermont, men dette sætter forholdet til en nær veninde på en hård prøve
- Five Minutes in Heaven (1995), på dansk: Fem minutter i himlen (1995), Roman, der foregår i Tennessee, i New York City og i Paris, og som fortæller om 30 år af en lesbisk kvindes liv.
- Kinfolks (2007)

Disse romaner har alle optrådt på bestseller-lister verden over og er blevet oversat til fransk, tysk, svensk, norsk, finsk, dansk, hollandsk, italiensk, portugisisk, japansk, ungarsk, slovensk, græsk, tyrkisk og spansk. De fem romaner har samlet solgt over seks millioner kopier. Hendes novelle er baseret på en serie af kunstværker af den franske kunstner Francoise Gilot og er blevet udgivet i Holland, Danmark og Tyskland.

### Noveller
- Birdman og the Danser (novelle), på dansk: Fuglemanden og danserinden (1993), Inspireret af en serie billeder – tolv monotypier af Francoise Gilot, fortæller forfatteren et eventyr, en lignelse om et menneske, der forveksler viden med visdom, og magt med

Lisa Alther har desuden skrevet anmeldelser og artikler for adskillige aviser og tidskrifter lige fra New York Times til Natural History.
For biographical information and critical discussion of her work, see Contemporary Authors, Contemporary Literary Criticism, Contemporary Authors New Revision Series, Major Twentieth Century Writers, Gay and Lesbian Literature, Literature of the Appalachian South, and the Oxford Companion to Women Writing in the United States.

### Historier
- "Encounter", McCall's, v. 103, #11(Aug., 1976).
- "Termites", Homewords, ed. Douglas Paschall and Alice Swanson,Knoxville: University of Tennessee Press, 1986.
- "The Politics of Paradise", Louder Than Words, ed. William Shore, New York: Random House, 1989.
- "Silver Moon Bay", By the Light of the Silvery Moon, ed. Ruth Petrie, London: Virago Press, 1994

### Artikler
Vermont Freeman:
- "Autumn Mood", Nov., 1971.
- "Relevance in the Nursery", v.3, #24 (Dec., 1971)
- "The French Connection", Feb., 1972
- "Dandelion Wine", v.4, #6 (spring, 1972)
- "A Candy Recipe", v.4, #12 (June, 1972)
- "Things That Go Bump In The Night", v.4, #13 (July, 1972)
- "Sufism: A Book Review", v.4, #17 (Sept., 1972)
- "Ecology Fantasy", v.5, #15 (Aug., 1973)
- "Finding Your Rhythm", v. 6, #6 (spring, 1974)
- "Organic Farming on Trial", Natural History, v.81, #9 (Nov.,1972).
- "Whole Food Cookery", Yankee, v.37, #4(Apr., 1973)
- "Mail Order Religion", New Society, v.27, #590 (Jan.24, 1974)
- "Vermont Coop Spins a Comeback for Wool", New Englander, v.21, #5 (Sept., 1974)
- "The Snake Handlers", New Society, v.34, #687 (Dec. 4, 1975)
- "The Melungeon Melting Pot", New Society, v.36, #706 (Apr.15, 1976)
- "A Forest Full of Fiddleheads", New Times, v.6, #10(May 14,1976)
- "They Shall Take Up Serpents", New York Times Sunday Magazine, (June 6, 1976)
- "Into the Melting Pot", Mankind, v.5, #9 (Oct., 1976)
- "Female Pen: Elizabeth Barrett Browning's Aurora Leigh", The Guardian, (London: Feb. 23, 1978)
- "Biorhythmic Blues", New Society, (Mar. 2, 1978), p. 478
- "Joky Way to Wisdom", New Society, (June 15, 1978), p, 610
- "Tales from All Over", New York Times Book Review, (Oct. 21,1979), p. 7
- "Will the South Rise Again?", New York Times Book Review, (Dec. 16, 1979), p. 7
- Introduction, A Good Man Is Hard To Find, Flannery O'Connor, (London: The Women's Press, 1980.), --reprinted in Harpers and Queens (June, 1980)
- "Anna (I) Anna: A Novel by Klaus Rifbjerg", Denmarkings: Danish Literature Today, (Copenhagen, l982)
- "The Writer and Her Critics", The Women's Review of Books, (Oct., 1988), p. 11
- "What I Do When I Write...", The Women's Review of Books, (July, 1989), p. 24
- "Dear Old House: Sarah Orne Jewett", Art and Antiques, (December, 1991)
- "Matisse and Picasso: A Friendship in Art, by Francoise Gilot", Pleiades, v. 1, no. 1 (winter, 1991)
- "Dixie in the Blood: SPORTSMAN'S PARADISE by Nancy Lemann", Los Angeles Times Book Review, (July 19, 1992), p. 11
- "A Curator Leaves No Matisse Unturned", New York Times, (September 13, 1992), p. 49
- "Fame and Misfortune: FEATHER CROWNS by Bobbie Ann Mason", Los Angeles Times Book Review, (October 24, 1993), p. 2
- "The Gods of Greece: A Review", Los Angeles Times Book Review, (May 8, 1994), p. 6
- "Mating Dances: THE GOOD HUSBAND by Gail Godwin", Boston Globe (August 28, 1994), p. 65
- "Another Kind of Victorian: SARAH ORNE JEWETT by Paula Blanchard",New York Times Book Review (November 20,1994) p. 25
- "A Sly and Funny Take on the Tabloid Age: ISABEL'S BED by Elinor Lipman", Boston Sunday Globe (March 5, 1995), p. 103
- "Struggling for Justice in a Savage Century: CHOICES by Mary Lee Settle", Washington Post Book World (June 4, 1995), p. 8
- "An American Teacher Liberates Her Chinese Students: KATHERINE by Anchee Min", San Francisco Chronicle (May 28, 1995)
- "Overlapping Stories in a Violent, Chaotic Time: THE AGE OF MIRACLES by Ellen Gilchrist", San Francisco Chronicle (April 30, 1995), p. 3
- "One Hundred Years Ago or More: THE GOD IN FLIGHT by Laura Argiri", Harvard Gay and Lesbian Review (Spring, 1995)
- "American Tragedies: WRONGFUL DEATH by Sandra Gilbert and DREAMING by Carolyn See", Women's Review of Books (July, 1995), p. 18
- "A Deep Voice of Authenticity: WATER FROM THE WELL by Myra McLarey", Washington Post Book World (Nov. 23, 1995)
- "Growing Up a Southern Writer", Southern Living (April, 1996).

## Eksterne links
- http://www.lisaalther.com
- https://denstoredanske.lex.dk/Lisa_Alther
- http://www.queertheory.com/histories/a/alther_lisa.htm Arkiveret 9. august 2009 hos  Wayback Machine